# 宋昌
宋昌（?—?），西汉人，原为代国中尉。宋义的孙子。

## 生平
呂后駕崩，朝廷中陳平、周勃、灌嬰等元老列侯和宗室劉章等對呂氏外戚不滿已久，最後騙來呂氏諸臣的兵權，然後發動兵變，夷滅諸呂，元老列侯們也打算把呂氏血緣掃清，廢除漢後少帝，迎立代王刘恒。
代国大臣都说不可信，怕被朝廷引誘至長安而誅滅，建议代王称病不出。宋昌力排众议，建议代王赴长安。在渭桥，周勃要宋昌等人回避，单独进见代王。宋昌说王者无私，不肯回避。周勃只好跪奉印玺。代王即位为汉文帝，当晚以宋昌为卫将军，掌管南北军。
汉文帝二年六月，汉文帝论功行赏，卫将军宋昌封为壮武侯。

## 後代
有女性：漢章帝宋貴人和漢靈帝宋皇后。